# Micromerys
Genre
Micromerys est un genre d'araignées aranéomorphes de la famille des Pholcidae.

## Distribution
Les espèces de ce genre se rencontrent dans le Nord-Est de l'Australie et en Papouasie-Nouvelle-Guinée.

## Liste des espèces
Selon World Spider Catalog (version 14.5, 2014) :
- Micromerys baiteta Huber, 2011
- Micromerys daviesae Deeleman-Reinhold, 1986
- Micromerys gidil Huber, 2001
- Micromerys gracilis Bradley, 1877
- Micromerys gurran Huber, 2001
- Micromerys papua Huber, 2011
- Micromerys raveni Huber, 2001
- Micromerys wigi Huber, 2001
- Micromerys yidin Huber, 2001

## Publication originale
- Bradley, 1877 : Araneides of the Chevert Expedition. Part II. Proceedings of the Linnean Society of New South Wales, vol. 2, p. 115-120 (texte intégral).